# Andrew Wyeth
Pour les articles homonymes, voir Wyeth (homonymie).
Andrew Wyeth, né le 12 juillet 1917 à Chadd's Ford, en Pennsylvanie, et mort le 16 janvier 2009, également à Chadd's Ford, dans la banlieue de Philadelphie, est un peintre américain.
Classé parmi les peintres « régionalistes » et réalistes américains, il est notamment connu pour son tableau Christina's World (1948).

## Biographie
Après des problèmes de santé, ses parents décident de ne plus l’envoyer à l’école et de l'instruire eux-mêmes. Son père, Newell Convers Wyeth (1882-1945), illustrateur connu qui fréquente des célébrités artistiques, tels Francis Scott Fitzgerald et Mary Pickford, l’initie à l’art, et tout particulièrement à l'art du paysage rural américain. À cette époque, il admire et est sensible à l'œuvre du peintre Winslow Homer. Plus tard, il apprend à maîtriser les techniques associées à l’aquarelle à base d'œuf, la tempera.
En 1937, il expose pour la première fois ses aquarelles. En 1948, il peint Christina's World, son tableau le plus célèbre. En 1951, il expose seul au musée d’art de Farnsworth.
En 1963, il reçoit la médaille présidentielle de la Liberté. Il reçoit le prix Einstein en 1967. En 1970, il est le premier artiste à accrocher un de ses tableaux à la Maison-Blanche. Le 12 mai 1976, il est élu membre de l’Académie des beaux-arts de Paris,. Deux ans plus tard, il devient membre de l’Académie des beaux-arts de l'URSS. En 1980, il est le premier artiste à être élu à l’Académie royale de Grande-Bretagne. En 1988, il reçoit la médaille d'or du Congrès en présence du président George H. W. Bush et la National Medal of Arts par lui-même.
Il meurt chez lui le 16 janvier 2009, à 91 ans,, dans sa ville natale de Chadd's Ford, près de Philadelphie. Sa mort a été annoncée par le porte-parole du Brandywine River Museum. Son épouse est décédée en 2020 à 98 ans.
Un de ses fils Jamie, né en 1946, est également un peintre et portraitiste reconnu. Le second, Nicolas, est un important marchand d’art.

## Sa démarche artistique
Andrew Wyeth commence à peindre dans des nuances de bruns et de gris seulement. Il s’inspire de son entourage pour réaliser ses tableaux. Ses sujets préférés sont la terre et les habitants de sa ville natale et du Maine, où il passe la moitié de l’année, ainsi que ses proches. Sa grande maîtrise picturale lui permet de montrer sa réflexion mélancolique sur le temps qui passe et la faillibilité humaine.

## Quelques œuvres
- En 1946, il peint Hiver 1946 pendant le deuil de son père mort l'année précédente dans un accident ferroviaire.
- En 1948, il peint Christina's World, tableau de 81,9 × 121,3 cm qui devint très vite célèbre. Il représente une jeune femme handicapée allongée de dos sur un pré désert et, à l'horizon, une maison. Cette œuvre contient le formidable pouvoir suggestif de son auteur. L'atmosphère y est étrange, la posture du personnage tendue. On sent comme une menace dans ce paysage. Wyeth montre un monde où planent l'incertitude et l'attente.
- Lejania, 1952, pinceau sec sur papier de 35 × 54,6 cm[4].
- Roasted Chestnuts. Chambered Nautilus, 1956.
- Young Bull, 1960, ce tableau d’un minutieux réalisme dégage une extraordinaire puissance d‘expression. Les couleurs sont sobres, neutres, sur la même gamme de tons. Le taureau souligne l’isolement. Derrière le muret s’étend un monde vide, un arbre mort et une maison close. Le ciel lui-même est vide. Les quelques ombres nous montrent que la scène se passe au début ou à la fin de la journée. Ce tableau est le reflet d’un monde ayant du vague à l'âme.
- Sea chest Adam, 1963.
- The Drifter, 1964, il montre un homme, un vagabond. C’est son apparence physique, la texture élimée et crasseuse de la veste et du tricot qui nous donne cet indice. Les effets de lumière peints par l‘artiste soulignent la douloureuse dignité du visage.
- Up in the studio, 1965.
- Gunning Rock, 1966.
- Siri Erickson, 1969.
- Anna Kuerner, 1971.
- Nogeeshik, 1972.
- Pleasant dress, 1973.
- Her daughter, 1975.
- Blue Cap, 1976.
- Nudes, 1977.
- Day dream, 1978.
- Jack Light, 1980.

## Exposition
- The Wyeths : trois générations d'artistes américains, Mona Bismarck American Center for art & culture à Paris 10 novembre 2011-12 février 2012, programme de l'exposition.

- Wyeth: Andrew y Jamie en el estudio / Andrew and Jamie in the Studio, Museo Thyssen-Bornemisza, Madrid, 1er mars - 19 juin 2016.